# Fedótovo (Vladímir)
|  | Per a altres significats, vegeu «Fedótovo». |

Fedótovo (en rus: Федотово) és un poble de l'óblast de Vladímir, a Rússia, segons el cens del 2010 tenia 15 habitants. Pertany al districte municipal de Sóbinka.